# Ліберія на літніх Олімпійських іграх 1980
Ліберія брала участь у літніх Олімпійських іграх 1980 року в Москві вп'яте у своїй історії, але делегація країни брала участь тільки у церемонії відкриття, а в самих змаганнях атлети на старт не вийшли.